# Tamaki Saitō
Tamaki Saitō (斎藤 環?, Saitō Tamaki; Iwate, 24 settembre 1964) è uno psichiatra e scrittore giapponese.
Laureatosi in medicina all'Università di Tsukuba, è specializzato in psichiatria adolescenziale. È il direttore clinico del Sofukai Sasaki Hospital, una clinica privata di Chiba, non lontano da Tokyo; è considerato il massimo esperto mondiale nello studio del fenomeno hikikomori, termine non coniato da lui, come molti credono, ma semplicemente popolarizzato tramite i suoi studi.

## Pubblicazioni
in giapponese
- Bunmyakubyō-Lacan/Bateson/Maturana (文脈病―ラカン/ベイトソン/マトゥラーナ), Contesto della malattia-Lacan/Bateson/Maturana, 1998
- Shakaiteki hikikomori-Owaranai Shishunki (社会的ひきこもり―終わらない思春期),  Ritiro sociale-Adolescenza senza fine, 1998
- Sento bishojo no seishinbunseki (戦闘美少女の精神分析), Psicoanalisi di una bella ragazza combattente, 2000
- Gekiron! hikikomori (激論！ひきこもり), Dibattito! hikikomori, 2001
- “Hikikomori” kyushutu manual (「ひきこもり」救出マニュアル), “Hikikomori” manuale di salvataggio, 2002
- OK? Hikikomori OK! (OK?ひきこもりOK!), OK? Hikikomori OK!, 2003
- Hikikomori bunkaron (ひきこもり文化論), Cultura Hikikomori, 2003
- Kairi no pop skill (乖離のポップ・スキル), Abilità di dissociazione popolare, 2004
- Bungaku no choukou (文学の徴候), Sintomo della letteratura, 2004
- Ikinobiru tame no Lacan (生き延びるためのラカン), Lacan per la sopravvivenza, 2006
- Media ha sonzai shinai (メディアは存在しない), I media non esistono, 2007
- Artist wa kyokaisenjou de odoru (アーティストは境界線上で踊る), Gli artisti danzano nel limite, 2007
- Bungaku no dansou-Sekai/Shinsai/Character (文学の断層――セカイ・震災・キャラクター) Dislocazione della letteratura-Sekai/Disaster/Character, 2008
- Kankei no kagaku toshite no bungaku (関係の化学としての文学), La letteratura come chimica delle relazioni, 2009
- Bungaku no seishinbunseki (「文学」の精神分析), Psicoanalisi della letteratura, 2009
- Hikikomori kara mita mirai-SIGN OF THE TIMES 2005−2010 (ひきこもりから見た未来―SIGN OF THE TIMES 2005−2010), Il futuro visto da uno hikikomori-SIGN OF THE TIMES 2005−2010, 2010
- Character seishinbunseki (キャラクター精神分析) Psicoanalisi del comportamento, 2011

tradotte in inglese
- Otaku Sexuality, in Robot Ghosts and Wired Dreams, University of Minnesota Press, 2007, ISBN 978-0-8166-4974-7.
- Beautiful Fighting Girl, University of Minnesota Press, 2011, ISBN 978-0-8166-5451-2.
- Hikikomori: Adolescence Without End, University of Minnesota Press, 2013, ISBN 0816654581.